# Accidentul feroviar de la Merano
Accidentul feroviar de la Merano s-a petrecut la 12 aprilie 2010, când un tren a deraiat între Latsch și Kastelbell-Tschars, în apropierea orașului Merano, Italia, în urma unei alunecări de teren, provocând nouă decese și rănind 28 de persoane.

## Accidentul
La ora locală 09:03 (10:03, ora României), un tren Stadler GTW transportând două vagoane cu pasageri a deraiat în Kastelbell-Tschars în urma unei alunecări de teren. În urma deraierii, nouă persoane au murit și alte 28 au fost rănite, dintre care șapte sunt în situație gravă. Luis Durnwalder, guvernatorul provinciei a declarat că numărul morților ar putea crește.
Conform guvernului provincial, cauza alunecării de teren ar putea fi o spărtură dintr-o conductă de irigare, care s-a îmbibat cu apa solului de deasupra șinelor. Trenul se afla pe o rută regională, călătorind între Mals și Merano